# Szikora Melinda
Szikora Melinda (Kiskunfélegyháza, 1988. november 19. –) magyar kézilabdázó, kapus, a Bundesligában szereplő Borussia Dortmund játékosa.

## Pályafutása

### Klubcsapatokban
Szikora Melinda pályafutását Kiskunmajsán, majd Kiskunhalason kezdete, onnan került a Fehérvár KC csapatához 2008-ban. Öt évet töltött a csapatnál, 2013 nyarán a távozó Pastrovics Melinda helyére igazolta le a Ferencváros. Nagy szerepe volt abban, hogy a fővárosi zöld-fehér klub a következő szezonban kiharcolt a Bajnokok Ligája szereplés jogát. 2015 májusában meghosszabbította a szerződését a klubbal, amellyel a 2014-2015-ös szezon végén bajnoki címet nyert. A következő idényben is több bravúros teljesítménnyel segítette csapatát, mind a Bajnokok Ligájában, mind pedig a magyar bajnokságban. Az ezt követő években is csapata legjobbjai közé tartozott, a Buducsnoszt Podgorica elleni Bajnokok Ligája mérkőzést követően a forduló legjobbjának választották 2018 februárjában. 2018 áprilisában elszakadt a térdszalagja, ezt követően pedig műtét és hosszú rehabilitáció várt rá. 2019 márciusában hivatalossá vált, hogy a következő szezontól a Siófokban folytatja pályafutását. Két idényt töltött a Balaton-parti együttesnél, majd pályafutása során először légiósnak állt, és a német Bietigheim csapatához szerződött. Három szezont követően a francia élvonalban szereplő Chambray Touraine szerződtette. 2025 nyarán visszatért a német élvonalba, a Borussia Dortmund, ahol posztján a holland Tess Wester utódja lett.

### A válogatottban
A magyar válogatottban 2015-ben mutatkozott be. Részt vett a 2016-os és 2020-as Európa-bajnokságon. A 2021 nyarán megtartott tokiói olimpiára eredetileg tartalékként nevezte Elek Gábor szövetségi kapitány, azonban a harmadik csoportmérkőzést, és Janurik Kinga sérülését követően ő került a ferencvárosi kapus helyére a magyar válogatott keretébe.

## Sikerei, díjai
- Magyar bajnok: 2014–2015
- Magyar Kupa-győztes: 2017
- Német bajnok: 2021–2022, 2022–2023
- Német Kupa-győztes: 2022, 2023